# Медаль «За ранение» (Австро-Венгрия)
Медаль «За ранение» (нем. Verwundetenmedaille, венг. Sebesültek Érme) — австро-венгерская медаль, учреждённая Карлом I 12 августа 1917 года и, таким образом, ставшая последней медалью империи.
Предназначалась для награждения всех категорий «императорско-королевских» военнослужащих и лиц, причисленных к ним (члены гражданских организаций, военнослужащие так называемых «легионов»), получившим ранение или инвалидность в результате боевых действий. Погибшим и умершим от ран медаль не полагалась.

## Описание награды

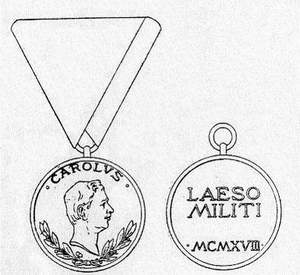
Официальное изображение медали

Медаль изготовлена из цинка, имеет форму круга диаметром 38 мм. На лицевой стороне медали — погрудное профильное изображение императора Карла I с его именем написанным на латыни (CAROLUS) сверху и скрещенными ветками лавра в нижней части. Между изображением императора и венком маленькими буквами написано имя гравёра (R.(Richard) PLACHT).
На оборотной стороне медали — текст LAESO MILITI ("раненому солдату") и дата, написанная римскими цифрами "MCMXVIII" (1918).
Лента медали серо-зелёного цвета шириной 39 миллиметров с 4-мм красными полосами по краям и 1-5 красными 2-мм полосками в центре, в зависимости от количества ранений. Лента без полосок в центре предназначалась для награждённых медалью за полученную на службе инвалидность.

Лента медали «За ранение»
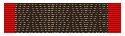
для инвалидов
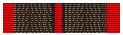
одно ранение
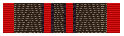
два ранения
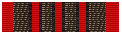
три ранения
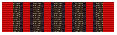
четыре ранения
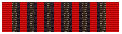
пять ранений